# 5294 Onnetoh
5294 Onnetoh eller 1991 CB är en asteroid i huvudbältet som upptäcktes den 3 februari 1991 av de båda japanska astronomerna Kazuro Watanabe och Kin Endate vid Kitami-observatoriet. Den är uppkallad efter sjön Onneto i Akan nationalpark.
Asteroiden har en diameter på ungefär 12 kilometer.